# Beat Zoderer

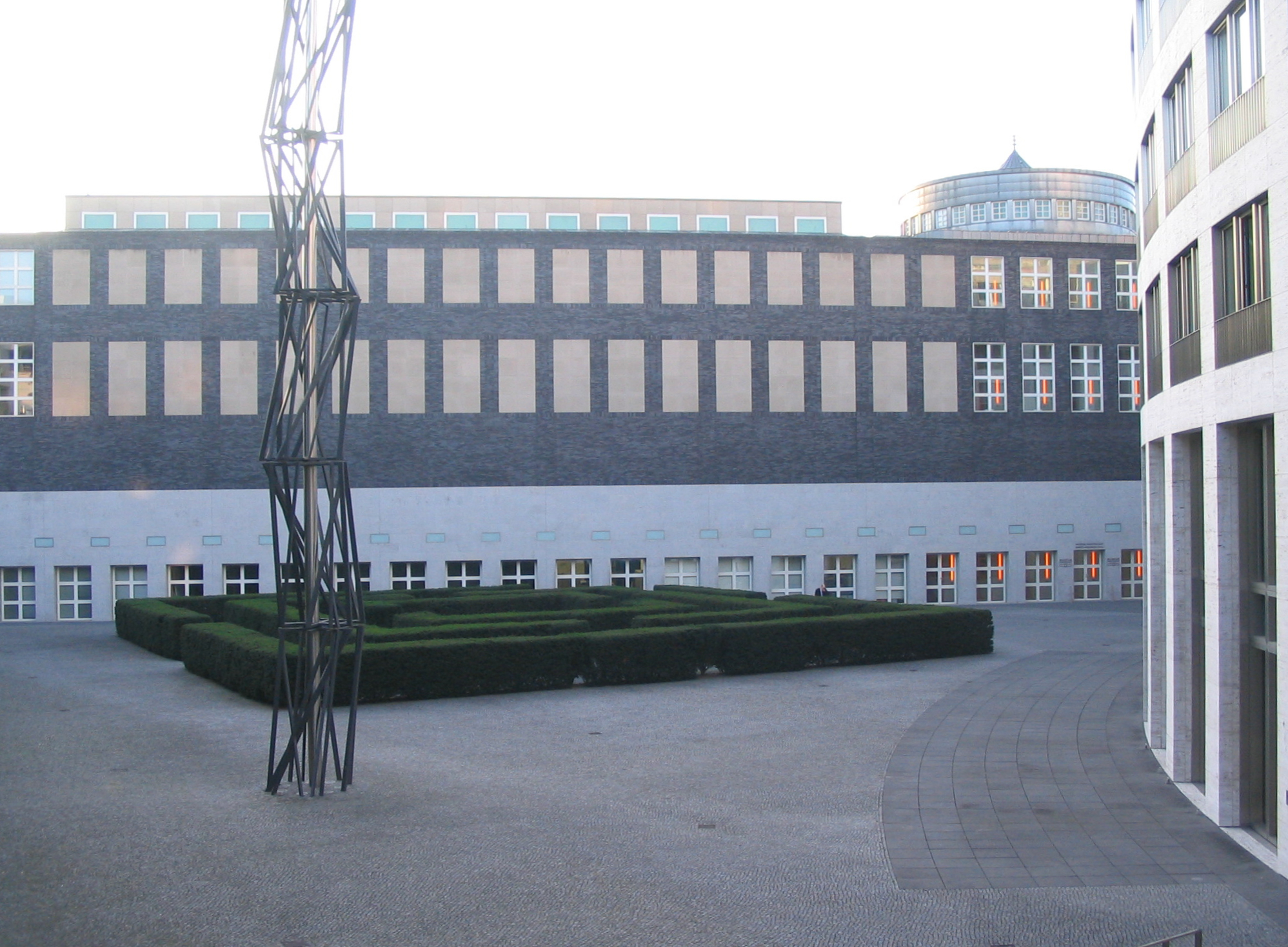
16 Meter hohe Edelstahlplastik „Halm“ von Beat Zoderer aus dem Jahr 2005. Vor einem Heckenmosaik, E·ON-Platz, Düsseldorf (Foto 2011)

Beat Zoderer (* 26. Mai 1955 in Zürich) ist ein Schweizer Künstler. Er beschäftigt sich mit Installationen, Skulpturen, Wandobjekten, Papierarbeiten und Collagen.

## Leben
Nach der Ausbildung und Arbeit in Architekturbüros von 1971 bis 1978 ist er seit dem Jahr 1979 freischaffender Künstler. 1986 erhielt er ein Atelierstipendium der Stadt Zürich in Genua, 1988 eines der Stadt Zürich in New York. Von 1989 bis 1991 erhielt er ein Bundesstipendium, dem sich wiederum ein Stipendium der Stadt Zürich anschloss. 
Zoderer wurde mit einem Manor Kunstpreis, Kanton Aargau, 1995, einem Anerkennungspreis der 'Max Bill/Georges Vantongerloo Stiftung', Zumikon/Zürich, 1998, und dem Aargauer Kulturpreis, 2009, ausgezeichnet. Er lebt und arbeitet in Wettingen im Kanton Aargau.

## Einzelausstellungen
- 2022 Beat Zoderer. Reunion mit Werken aus der Kienbaum Collection., Kunstraum Fuhrwerkswaage, Köln.
- 2010 das Ende der Ränder. Museum Chasa Jaura, Valchava.
- 2008 Beat Zoderer: New Tools für Old Attitudes, Haus Konstruktiv, Zürich
- 2004 Bilder und Räume. Wilhelm-Hack-Museum, Ludwigshafen.
- 2003 spatial interventions. (Mit Dimitri Vandergrundbek). CCNOA, Brüssel.
- 2003 Der doppelte Boden ist tiefer als man denkt. Kunstmuseum Bonn.
- 2002 Auslage. Kunsthalle Winterthur.
- 2000 Städtische Galerie Altes Theater, Ravensburg.
- 1999 Bodenübung und andere Wandstücke. Kunstverein Freiburg.